# Tephrosia elliptica
Tephrosia elliptica är en ärtväxtart som beskrevs av Bosman och De Haas. Tephrosia elliptica ingår i släktet Tephrosia och familjen ärtväxter. Inga underarter finns listade i Catalogue of Life.